# Michael Owen (rugbista)
Michael Owen (Pontypridd, 7 gennaio 1980) è un rugbista a 15 gallese che gioca nel ruolo di seconda-terza linea.
Ha indossato la maglia della Nazionale gallese per la prima volta l'8 giugno 2002 contro il Sud Africa (34-19 per i sudafricani).
Nel 2005 ha vinto con il Galles il torneo delle Sei Nazioni.
Gioca nella squadra inglese dei Saracens.